# Clovis Prévost
Pour les articles homonymes, voir Prévost.
 (juin 2025).
 (juin 2025).
La mise en forme du texte ne suit pas les recommandations de Wikipédia : il faut le « wikifier ».
Les points d'amélioration suivants sont les cas les plus fréquents :
- Les titres sont pré-formatés par le logiciel. Ils ne sont ni en capitales, ni en gras.
- Le texte ne doit pas être écrit en capitales (les noms de famille non plus), ni en gras, ni en italique, ni en « petit »…
- Le gras n'est utilisé que pour surligner le titre de l'article dans l'introduction, une seule fois.
- L'italique est rarement utilisé : mots en langue étrangère, titres d'œuvres, noms de bateaux, etc.
- Les citations ne sont pas en italique mais en corps de texte normal. Elles sont entourées par des guillemets français : « et ».
- Les listes à puces sont à éviter, des paragraphes rédigés étant largement préférés. Les tableaux sont à réserver à la présentation de données structurées (résultats, etc.).
- Les appels de note de bas de page (petits chiffres en exposant, introduits par l'outil «  Source ») sont à placer entre la fin de phrase et le point final[comme ça].
- Les liens internes (vers d'autres articles de Wikipédia) sont à choisir avec parcimonie. Créez des liens vers des articles approfondissant le sujet. Les termes génériques sans rapport avec le sujet sont à éviter, ainsi que les répétitions de liens vers un même terme.
- Les liens externes sont à placer uniquement dans une section « Liens externes », à la fin de l'article. Ces liens sont à choisir avec parcimonie suivant les règles définies. Si un lien sert de source à l'article, son insertion dans le texte est à faire par les notes de bas de page.
- La présentation des références doit suivre les conventions bibliographiques. Il est recommandé d'utiliser les modèles {{Ouvrage}}, {{Chapitre}}, {{Article}}, {{Lien web}} et/ou {{Bibliographie}}. Le mode d'édition visuel peut mettre en forme automatiquement les références.
- Insérer une infobox (cadre d'informations à droite) n'est pas obligatoire pour parachever la mise en page.

Pour une aide détaillée, merci de consulter Aide:Wikification.
Si vous pensez que ces points ont été résolus, vous pouvez retirer ce bandeau et améliorer la mise en forme d'un autre article.
Clovis Prévost est photographe et cinéaste,,. Né à Paris en 1940, il poursuit des études d'architecture à l'Ecole des Beaux Arts de Paris et se tourne vers la photographie et le cinéma.
Il pose, avec son épouse Claude Lenfant-Prévost, anthropologue de formation,  un regard transversal sur la création artistique et sur le sens de l'acte créateur. Pendant plusieurs années, il côtoie des personnalités souvent adeptes d'une forme d'art total pour restituer, le plus fidèlement possible, leurs paroles et leurs pensées. Précurseur dans le milieu de l'art singulier, il continue à publier ses travaux qui ont permis la restauration de monuments célèbres ou permis de disposer d'archives photographiques ou cinématographiques de lieux ou d'œuvres disparus. 

## Carrière professionnelle
Clovis Prévost a dirigé le service cinéma de la galerie Maeght de 1969 à 1975.  

## Biographie
Les photographies et les films de Clovis Prévost des monuments d'Antoni Gaudi, "La Sagrada Familia", "La Casa Mila" entre autres, réalisées dans les années 1960, permettent à Paco Rabanne de le faire découvrir à Salvador Dali. Cette rencontre conduit à la publication, en 1969, d'un livre, "La vision artistique et religieuse de A. Gaudi"  préfacé par S Dali, en collaboration avec Robert Descharmes.  
La même année, Clovis Prévost publie à Barcelone avec Joan Prats un livre consacré à Alexandre Calder
Il filme et photographie des artistes, hors normes ou à la marge, depuis 1962. Il travaille également sur des créateurs reconnus. il contribue à faire connaître des formes d'art marginales,.  
Il a documenté l’œuvre d’une centaine d’artistes,, en particulier dans le milieu de l’art singulier,,,,, et de l'art contemporain, : le Facteur Cheval, Joan Miro, Antoni Tàpies, Eduardo Chillida, Alexander Calder...
Ses travaux ont déjà contribué à la restauration de monuments.
Le Centre Pompidou a créé le fonds d'archives Claude et Clovis Prévost fin 2024,. Claude Lenfant-Prévost coréalise avec Clovis Prévost l'ensemble de ses projets,,,. Leurs images sont également exposées au musée d'Orsay, au musée LaM de Villeneuve-d'Ascq...
Clovis Prévost est considéré comme un précurseur dans le milieu de l'art singulier.
Salvador Dali a commenté ainsi les photographies d'Antoni Gaudi prises par Clovis Prévost : "ses photographies dépassaient en anti - Le Corbusier tout ce qui aurait le plus écœuré le Corbu - protestant".